# 伊瓜拉西
伊瓜拉西是巴西伯南布哥州的一个市镇。总面积773.65平方公里，总人口11927人，人口密度15.4人/平方公里。